# Колумбус (аэропорт, Северная Дакота)
Муниципальный аэропорт Колумбус (англ. Columbus Municipal Airport), (FAA LID: D49) — государственный гражданский аэропорт, действующий с 1949 года. Расположен в 1,6 километрах южнее города Колумбус (Северная Дакота), США..

## Операционная деятельность
Муниципальный аэропорт Колумбус занимает площадь в 39 гектар, расположен на высоте 588 метров над уровнем моря и эксплуатирует взлётно-посадочную полосу:
- 7/25 размерами 780 x 30 метров с торфяным покрытием.

За период с 21 сентября 2011 года по 21 сентября 2012 года Муниципальный аэропорт Колумбус обработал 120 (10 в месяц) операций взлётов и посадок воздушных судов:
- транзитная авиация общего назначения — 100 (83%)
- аэротакси — 20 (17%)[1].